# Jamada Naoki
Jamada Naoki (Szaitama, 1990. július 4. –) japán válogatott labdarúgó.

## Pályafutása

### Válogatottban
A japán válogatottban 2 mérkőzést játszott.

## Statisztika
| Japán válogatott | Japán válogatott | Japán válogatott |
| Időszak          | Mérk.            | gól              |
| ---------------- | ---------------- | ---------------- |
| 2009             | 1                | 0                |
| 2010             | 1                | 0                |
| Összesen         | 2                | 0                |